# Moncla
Moncla település Franciaországban, Pyrénées-Atlantiques megyében. Lakosainak száma 85 fő (2022. január 1.). Moncla Projan, Verlus, Sarron, Castetpugon, Garlin és Portet községekkel határos.

## Népesség
A település népességének változása:
| Lakosok száma | 101  | 106  | 91   | 84   | 83   | 81   | 79   | 85   |
|               | 2013 | 2015 | 2017 | 2018 | 2019 | 2020 | 2021 | 2022 |